# みやじま (掃海艇・初代)
みやじま（ローマ字：JDS Miyajima, MSC-651、YAS-101）は、海上自衛隊の掃海艇。はつしま型掃海艇の3番艇。艇名は宮島に由来する。

## 艦歴
「みやじま」は、昭和52年度計画掃海艇351号艇として、日本鋼管鶴見造船所で1978年11月8日に起工され、1979年9月18日に進水、1980年1月29日に就役し、同日付で第1掃海隊群隷下に新編された第11掃海隊に「にのしま」とともに編入された。定係港は呉。
1988年3月23日、第11掃海隊が佐世保地方隊下関基地隊に編入。
1995年12月から三菱重工業下関工場で「にのしま」とともに特務船への改装工事として掃海発電機、掃海電線巻揚機の撤去と水中処分隊用甲板室の設置工事を行う。
1996年3月1日、特務船に種別変更され、船籍番号がYAS-101に変更。佐世保地方隊沖縄基地隊隷下の沖縄水中処分隊に編入。1996年4月に特務船への改装工事完了。
2002年5月23日、除籍。